# Нижарадзе, Зураб Арчилович
Зура́б Арчи́лович Нижара́дзе (груз. ზურაბ არჩილის ძე ნიჟარაძე; 4 декабря 1928, Тифлис — 25 июня 2021, Грузия) — советский грузинский живописец; член Союза художников СССР, народный художник Грузинской ССР (1979), почётный зарубежный член Российской академии художеств.

## Биография
Родился 4 декабря 1928 года в Тбилиси.
В 1955 году окончил Тбилисскую академию художеств, с 1964 по 1971 год был преподавателем кафедры рисования, а с 1982 по 1987 год возглавлял академию в качестве ректора.
С 1970 года работал в качестве художника студии «Грузия-фильм», приняв участие в создании трёх работ — «Жил певчий дрозд» (1970), «И падал снег над белыми садами» (1984, режиссёр Г. В. Левашов-Туманов) и «Сталин» (2006).
Работы художника находятся в коллекциях музеев: Государственного музея искусств Грузии, музея современного искусства Грузии, Музея театра и кино Грузии, Музее искусств Аджарии, российских Государственной Третьяковской галерее, Музея народов Востока; Национальной галереи в Рио-де-Жанейро, Музея современного искусства Людвига в Германии, а также в частных собраниях США, Франции, Италии, Германии, Швеции других стран мира.
Скончался З. А. Нижарадзе 25 июня 2021 года.
В 2025 году при участии Грузинского национального музея и Музея изящных искусств Дижона был издан каталог «Неизвестный грузинский авангард»(автор: искусствовед Ида Берлин), в котором работы Зураба Нижарадзе были опубликованы наряду с другими грузинскими авторами.

## Награды
- Государственная премия Грузинской ССР имени Шота Руставели (1985)[5]
- Орден Чести (2005)